# Kongehøjskolen
Kongehøjskolen er en folkeskole beliggende i Aabenraa, Aabenraa Kommune, Danmark. Skolen tilbyder undervisning fra børnehaveklasse til 9. klasse og fungerer som en del af det kommunale folkeskolesystem.

## Historie
Kongehøjskolen i Aabenraa blev etableret i 2012 som en fusion mellem Rugkobbelskolen og Brundlundskolen.
Kongehøjskolen blev indviet i februar 2015 og samler cirka 900 elever fordelt på specialcenter, SFO, indskoling, mellemtrin og udskoling. Skolens faciliteter omfatter en mellemtrinsbygning, en fagfløj, en indskolingsbygning, en uopvarmet streethal og en multisal. Indvielsen af skolen blev markeret med en ceremoni den 20. februar 2015, hvor elever, ansatte, bestyrelse og kommunens politikere deltog.
Skolen blev etableret som et skridt i udviklingen af undervisningsfaciliteter i Aabenraa Kommune.